# سیدو سی
سیدو سی (زاده ۱۲ دسامبر ۱۹۹۵) یک بازیکن فوتبال اهل سنگال است که در پست دروازه بان در موناکو بازی میکند.